# Ілюзії II. Пригоди учня мимохіть
«Ілюзії ІІ. Пригоди учня мимохіть» (англ. Illusions II: The Adventures of a Reluctant Student) — повість американського письменника Річарда Баха 2014 року. Продовження до повісті «Ілюзії. Пригоди месії мимохіть» (1977), яка розповідає про пілота, який зустрів месію, що відмовився від своєї ролі месії. У книзі описано процес одужання письменника після авіакатастрофи.

## Сюжет
У сиквелі Річард Бах розповідає, як його «уявні» літературні персонажі допомагають йому віднайти сили для сцілення свого тіла, розуму та духу після авіакатастрофи, що трапилася 31 серпня 2012 року, коли письменник розбився на своєму гідролітаку під назвою «Паф», зачіпивши при посадці дроти високої напруги. Після інциденту, Річарду довелося знову навчитися їсти, ходити, бігати, керувати літаком тощо.

## Переклад українською
- Ричард Бах. Ілюзії ІІ. Пригоди учня мимохіть. — К. : КМ-Букс, 2018. — 96 с. — ISBN 978-617-7535-66-8.. Переклав Дмитро Шостак